# Island (película de 2011)
Island es una película de drama del año 2011, dirigida por Elizabeth Mitchell y Brek Taylor y protagonizada por Natalie Press y Colin Morgan.

## Argumento
Abandonada al nacer, Nikki Black, ha pasado la mayor parte de su vida creyendo en cuentos de hadas, de hogar en hogar. En sus 29 años, incapaz de amar, temerosa y desesperada por venganza, decide encontrar a su madre biológica, enfrentarse a ella, y considerar asesinarla. Ella viaja de incógnito a una isla remota en Escocia donde su madre, Phyllis, ahora vive con Calum, su hijo.

## Reparto
- Natalie Press como Nikki Black.
- Colin Morgan como Calum.
- Janet McTeer como Phyllis.
- Tanya Franks como Ruby.
- Denise Orita como Sally.